# Y Virginis
Y Virginis är en pulserande variabel av Mira Ceti-typ i stjärnbilden Jungfrun. 
Stjärnan varierar mellan visuell magnitud +8,3 och 15,0 med en period av 217,6 dygn.